# Anacroneuria tristani
Anacroneuria tristani är en bäcksländeart som först beskrevs av Navás 1932.  Anacroneuria tristani ingår i släktet Anacroneuria och familjen jättebäcksländor. Inga underarter finns listade i Catalogue of Life.